# Lady Hunter: Prelude To Murder
Lady Hunter: Prelude To Murder (en japonés: レディハンター 殺しのプレリュード, Redi Hantā: Koroshi No Pureryūdo?) es una película de acción japonesa dirigida por Takashi Miike, que fue lanzada directamente en VHS, para el mercado del V-Cinema, el 21 de diciembre de 1991 en Japón. Además de ser la primera película filmada por Takashi Miike, aunque se estrenó después de Toppū! Minipato tai - Aikyacchi Jankushon.

## Argumento
Un exsoldado que trabaja en una guardería debe llevarse a casa a un niño pequeño, Riki, cuando su madre no aparece al final del día a recogerlo. Mientras conduce a casa, escapa de un intento de secuestro del niño por parte de un misterioso grupo de hombres armados y decide esconderse en casa de su ex amante Saeko, una ex soldado de la que estuvo enamorado durante tiempo que sirvieron juntos. Ahora juntos, deberán luchar para salvar al niño de ser secuestrado.

## Reparto
| Actor              | Papel |
| ------------------ | ----- |
| Yoshie Kashiwabara | Saeko |
| Naomi Morinaga     |       |
| Kôsuke Morita      |       |
| Isao Murata        |       |

## Recepción
En una reseña de Asian Movie Pulse, el crítico Oriana Virone escribió: «En conclusión, vale la pena ver “Lady Hunter” para los fans de Takashi Miike, como una mejor manera de entender su estilo, observar su evolución y regresar a las raíces del cineasta. Sin embargo, no se recomienda como introducción al director japonés».
En una reseña de BadMovies, el crítico Thomas Hortián escribió: «Lady Hunter: Prelude To Murder no es un completo fracaso. Para los fanáticos de Takashi Miike que realmente quieran recordar los inicios del director. Pero para los fanáticos de V-Cinema es poco probable que se considere una visita obligada, es más bien una de muchas y apenas se destaca entre la multitud».